# Zawadka (Nowy Sącz)
Pour les articles homonymes, voir Zawadka.
Zawadka est une localité polonaise de la gmina de Łososina Dolna, située dans le powiat de Nowy Sącz en voïvodie de Petite-Pologne.